# Hayati
Hayati è un singolo della cantante bulgara Andrea pubblicato il 22 maggio 2013.